# Отрадное (Вологодский район)
Отрадное — деревня в Вологодском районе Вологодской области.
Входит в состав Лесковского сельского поселения, с точки зрения административно-территориального деления — в Лесковский сельсовет.
Расстояние по автодороге до районного центра Вологды — 17 км, до центра муниципального образования Лесково — 2 км. Ближайшие населённые пункты — Лесково, Починок, Водогино, Юрьево, Тимофеевское, Есиково, Еремеево, Кедрово.
По переписи 2002 года население — 2 человека.